# شمپولنو کراینسکی
شمپولنو کراینسکی (به لاتین: Sępólno Krajeńskie، تلفظ: pronounced ['sɛmˈpulnɔ kraˈjɛɲskʲɛ]) یک شهرک در لهستان است که در شهرستان شمپولنو واقع شده‌است.

## خصوصیات
شمپولنو کراینسکی ۵٫۸۲ کیلومترمربع مساحت و ۹٬۲۵۸ نفر جمعیت دارد.